# Vámszer Géza-díj
A Vámszer Géza-díj az Erdélyi Magyar Közművelődési Egyesület 1992-ben alapított díja népnevelők számára.

## A díj
A díj az ifjúság körében végzett népnevelői munka elismeréseként odaítélt kitüntetés. Névadója Vámszer Géza (1896–1976), néprajzkutató, művészettörténész, középiskolai tanár, aki életcéljául a népnevelői munkát választotta.

## Díjazottak[2]
- 2002 után a díjat nem adták ki
- 2001: Kovács Piroska pedagógus, márfalvi néprajzi kutató
- 2000: Mihály Zita(wd) építész, muzeológus, műemlékvédő
- 1999: Szabó Éva néptáncpedagógus
- 1998: A marosvásárhelyi Várteplom nőszövetsége
- 1997: zsoboki református gyülekezet
- 1996: Csiporka játszóház, Ráduj József
- 1995: Páll Magdolna
- 1994: Csősz Irma
- 1993: Gáll Irma
- 1992: Orbán Irén[3][4]